# ストン
ストン（クロアチア語:Ston、イタリア語:Stagno）はクロアチア・ドゥブロヴニク＝ネレトヴァ郡の村およびそれを中心とした基礎自治体で、ペリェシャツ半島地峡の南側に位置している。2001年現在、ストンの人口は2,605人でクロアチア人が98.66%を占めている。

## みどころ
スタガニュウムとしてローマ時代には既に居住地として確立していた。ストン周辺ではローマ時代の砦を今でも見ることができる。塩田もすでにローマ時代よりあり、現在でもストンでは塩が作られている。1333年、ペリェシャツ半島はラグーザ共和国（ドゥブロヴニク共和国）の領域となった。その頃、現在の町や要塞が築かれた。塩の生産は当時、経済の基礎を成しドゥブロブニクの最も重要な収入源となっていた。ストンはラグーザ共和国の要塞が有名で中世の優れた建築物と見なされている。14世紀に砦の建設は始まり、3箇所の城はそれぞれ城壁によってつなげられた。5 kmに及ぶ城壁には40箇所の塔が設けられ、現在でもその遺構が残る。要塞によってペリェシャツ半島の防衛が可能であった。すべての施設が完成したのは1506年のことで、ヨーロッパでも長い城壁のひとつである。1996年の震災によって被害を受けた箇所もある。